# Lärmschutzwand

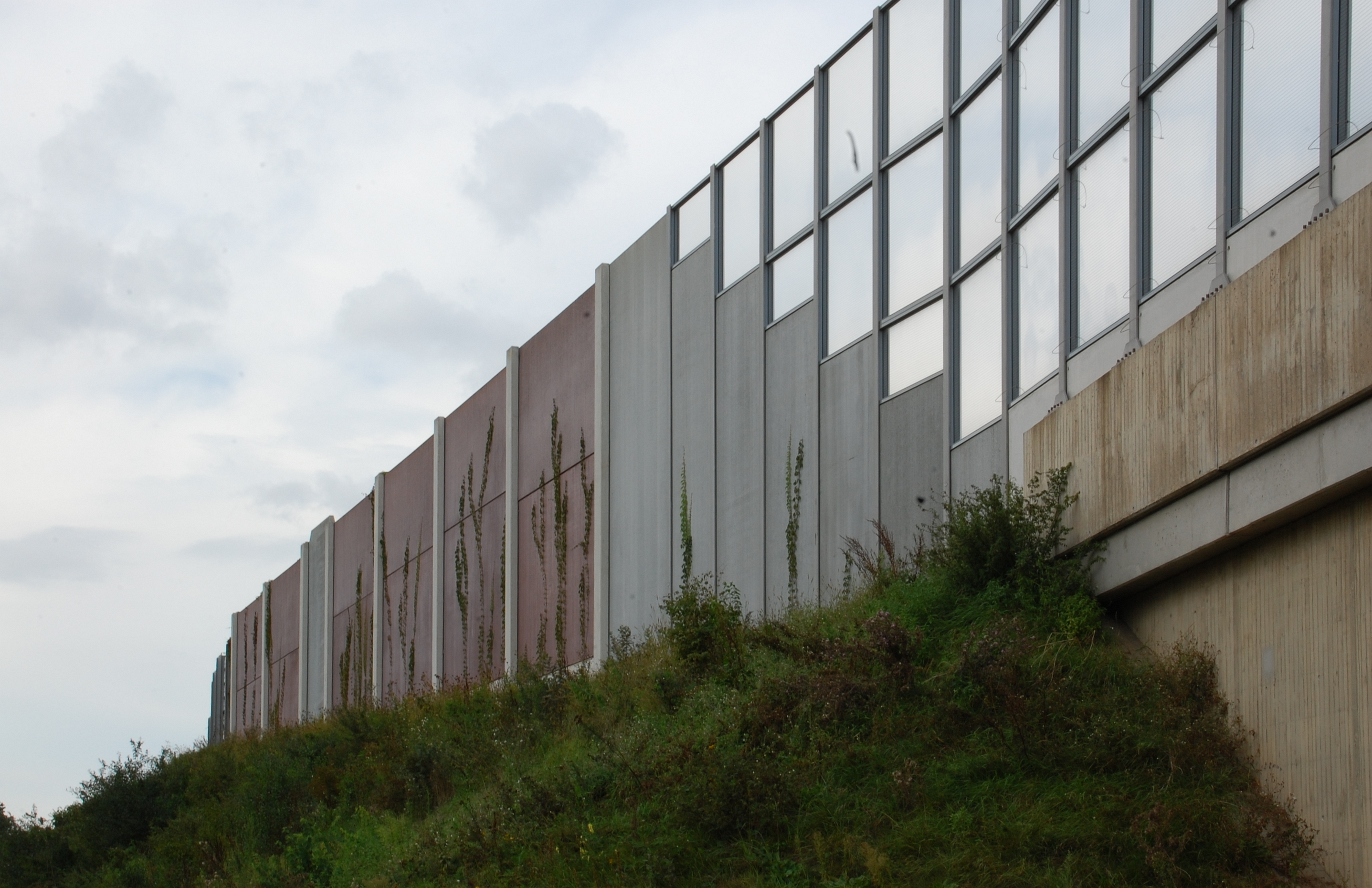
Lärmschutzwand entlang der Autobahn A 4 in Horrem

Lärmschutzwände und Lärmschutzwälle werden genutzt, um Lärm, der von einer linienförmigen oder flächigen Schallquelle ausgeht (z. B. Straßen, Schienenwege, Fabrikanlagen) zu dämmen, so dass an einem zu schützenden Immissionsort (z. B. Wohnbebauung, Krankenhäuser) der Lärm so weit abgeschwächt wird, dass die gesetzlichen Grenzwerte eingehalten werden. Diese können durch Maßnahmen des passiven Lärmschutzes (z. B. Schallschutzfenster) ergänzt werden.

## Geschichte
Die ersten Lärmschutzwände wurden Mitte des 20. Jahrhunderts in den USA wegen des aufkommenden Kraftverkehrs gebaut. In den späten 1960er Jahren wurde begonnen, akustische Phänomene in Zusammenhang mit Schallschutzwänden mittels mathematischer Methoden zu beschreiben, um deren Wirkung prognostizieren zu können. Dies ermöglichte die bessere Planung neuer Projekte.
Der Noise Pollution and Abatement Act von 1972 gilt als ein wichtiger Schritt der USA bei der Bekämpfung von Lärm.
Um die Bevölkerung vor Schallemissionen zu schützen, sind aufgrund des Bundes-Immissionsschutzgesetzes bei Überschreitung gesetzlicher Richtwerte Lärmschutzmaßnahmen erforderlich. Betroffene Anwohner können bei ihrer Gemeinde entsprechende Gutachten oder Geräuschimmissionsprognosen einfordern.
Häufig werden Lärmschutzwände an Bahnstrecken installiert. Zum Schallschutz an Bahnstrecken sind Niedrigschallschutzwände eine neuere Innovation. Aufgrund ihrer Wirkweise sind niedrige, weniger als 50 cm hohe Wände, die direkt neben den Gleisen montiert sind, ähnlich effektiv wie hohe, weiter entfernte, traditionelle Wände. Der Großteil des Schienenverkehrslärms wird vom Lauf der Radsätze im Gleis verursacht (Vibrationen, Bogenquietschen etc.).

## Wirkungsweise

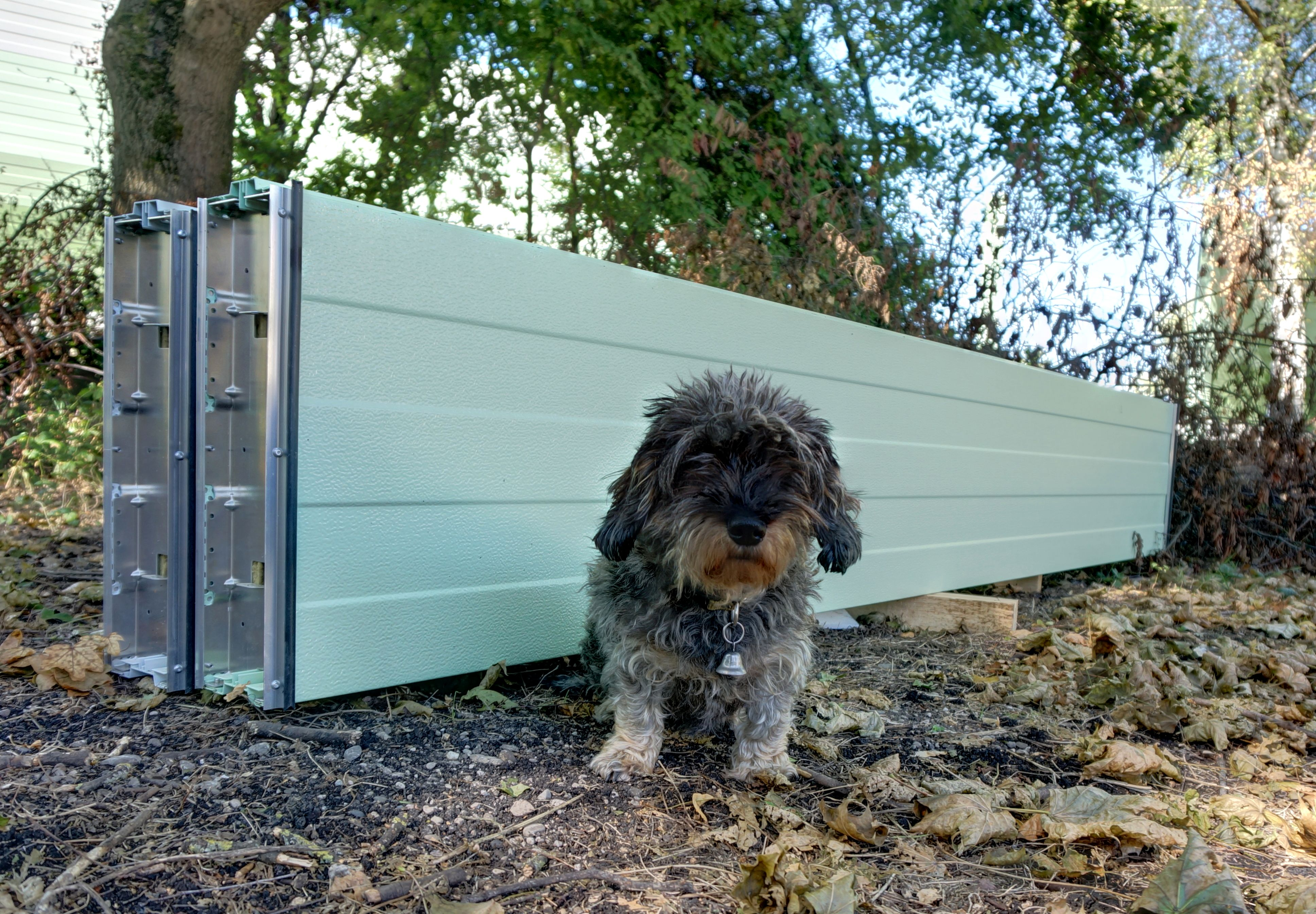
Mauerelement aus Leichtmetall

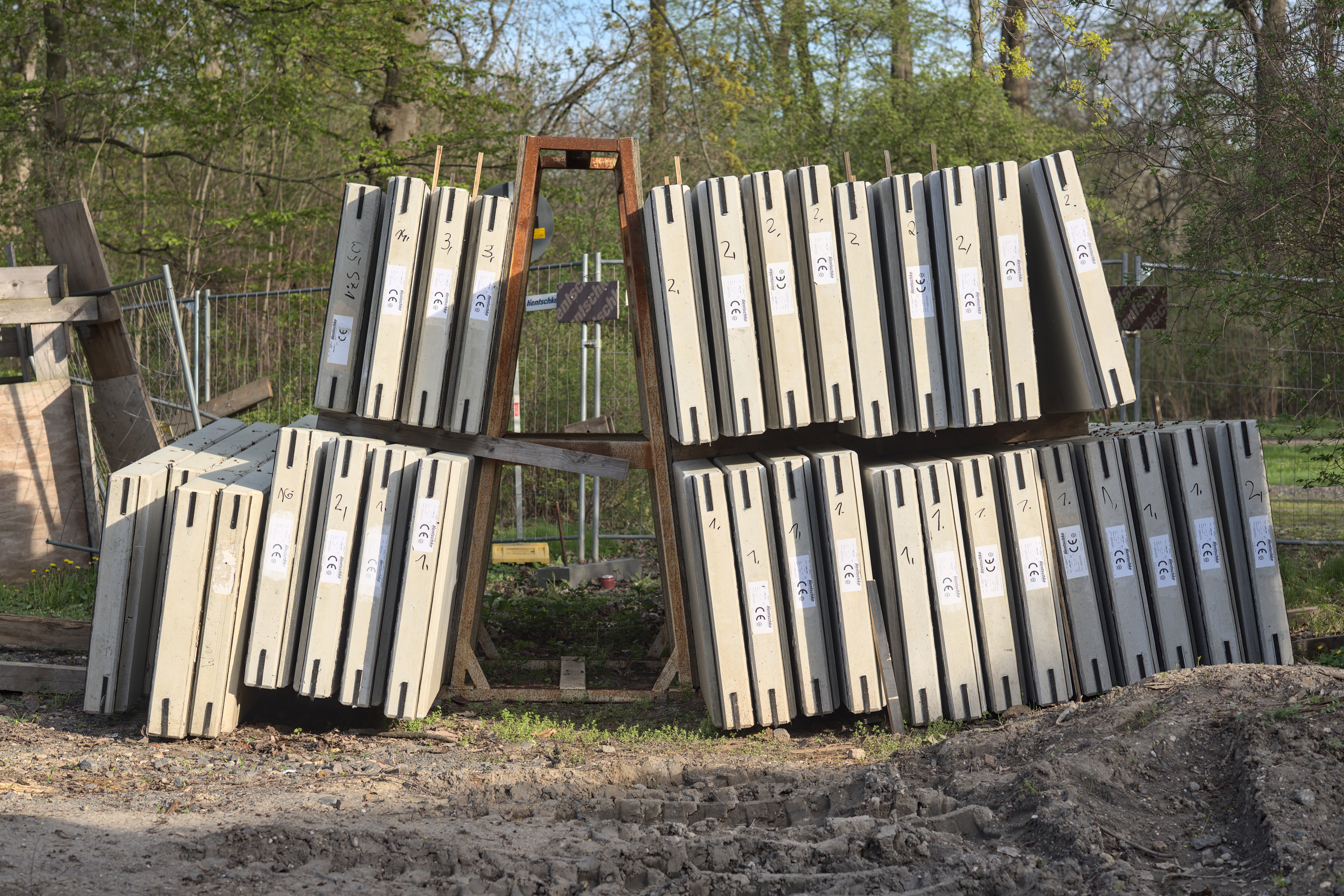
Sockelplatten als Betonfertigteile

Lärmschutzwände haben eine abschirmende Wirkung; sie verändern die Ausbreitung des Schalls. Auf diese Weise lassen sich Minderungen von Schallimmissionen um bis zu 20 dB(A) erreichen. Die Wirksamkeit einer Lärmschutzwand als Schallschirm hängt von folgenden Faktoren ab:
- Höhe der Lärmschutzwand
- akustische Konzeption der Lärmschutzwand
- Abstand von der Schallquelle (Emissionsort)
- Abstand vom Immissionsort
- Höhe des Immissionsortes
- Frequenzspektrum des Schalls
- Krümmung der Wand[3]

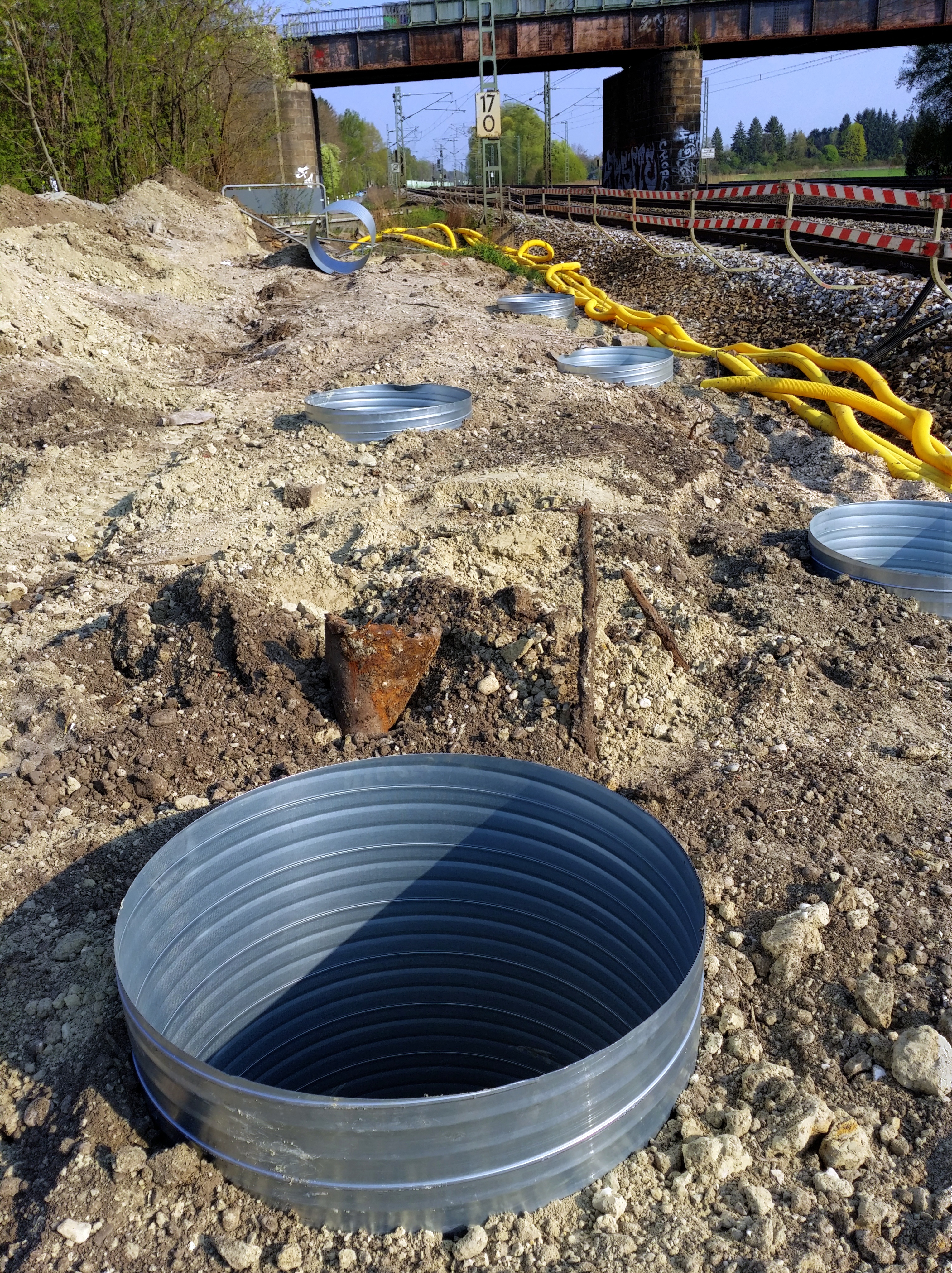
Vorbereitung zur Fundamentlegung

Des Weiteren beeinflussen noch folgende Faktoren die Dämmwirkung:
- Reflexionen an gegenüberliegenden Gebäuden oder einer gegenüberliegenden Lärmschutzwand können die Minderung beeinträchtigen. Der reflektierte Schall trifft unter einem flacheren Winkel auf die Wand- bzw. Dammkrone, so dass der Dämmeffekt durch Schallstreuung nicht mehr so groß wird. Außerdem addiert sich der reflektierte Schall zum Direktschall.
- Reflexionen am Boden können die Dämmwirkung vermindern. Am Immissionsort wird der Schallpegel nicht nur durch den Direktschall über die Wand- bzw. Dammkrone beeinflusst, sondern auch durch Bodenwellen, die z. B. an der Oberfläche entlanglaufen. Ist der Boden schallhart (z. B. Asphalt), kann sich die Bodenwelle gut ausbreiten und den Pegel erhöhen. Ist der Boden schallabsorbierend (z. B. Waldboden), wird der Pegel geringer.
- Wetterbedingungen (Wind, Temperaturschichtung) können die Schallwellen nach oben oder nach unten hin brechen.
- Der Schallweg zwischen Quelle und Empfänger um das Hindernis herum ist länger als der direkte Weg, da die Schallwellen einen Umweg über die Wand- bzw. Dammkrone nehmen müssen. Damit kommt es zu einer Pegelreduzierung aufgrund des Abstandsgesetzes.
- Beugungseffekte an der Oberkante mindern die Wirkung. Die Schallwellen, die auf die Wand- bzw. Dammkrone treffen, werden an dieser gebeugt. Hierdurch erreicht der Schall teilweise auch Immissionsorte, die hinter der Wand verborgen sind. Die Immission, die nach dem Queren der Krone einen Empfänger erreicht, hängt hierbei von dem Winkel ab, um den der Schall hierzu abgelenkt wird. Der Beugungswinkel ist frequenzabhängig (er ist umso geringer, je höher die Frequenz ist). Ein einfaches Modell zur Berücksichtigung dieser Effekte wurde 1968 von Meakawa präsentiert (→ siehe Schallschatten).

Mit Sound Screen Improvers (SSI) wird versucht, den Wirkungsgrad von Schallschutzwänden zu erhöhen. Im Allgemeinen sind es zylinder- oder prismaförmige Objekte, die an der Oberkante der Wand befestigt sind. Aufgrund der Verwendung von absorbierenden Materialien und ihrer abgerundeten Form (im Gegensatz zur scharfen Kante) werden Beugungseffekte reduziert und so ein größerer Raum hinter der Wand vor Schallwellen geschützt. Messungen der ÖBB auf einer Teststrecke ergaben Senkungen des Schallpegels von 1,5 dB(A) bis 5,5 dB(A) gegenüber dem Ursprungszustand.

## Unerwünschte Nebeneffekte
Lärmschutzwände

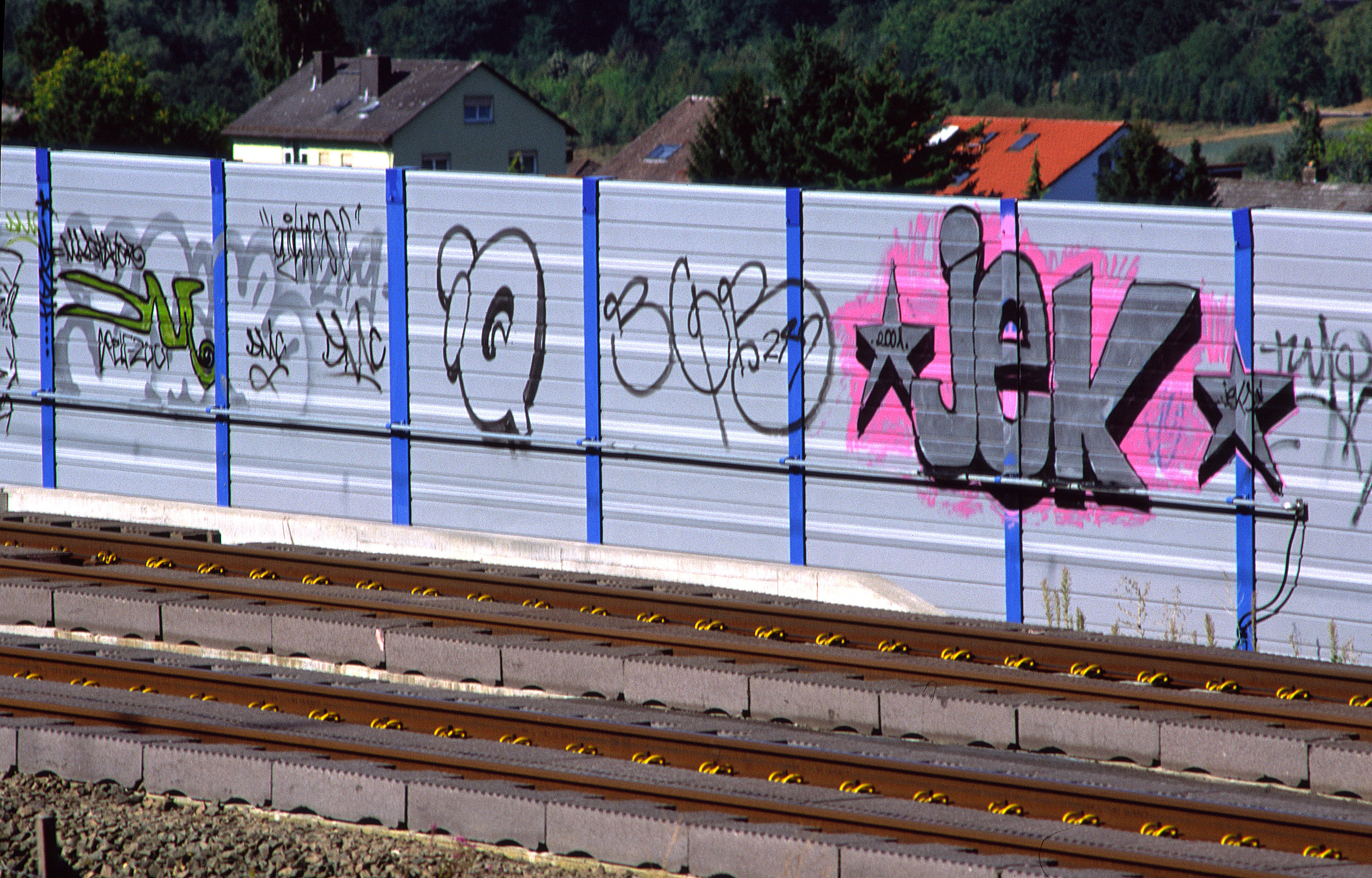
Lärmschutzwände versperren Reisenden oft die Sicht und werden mit Graffiti besprüht

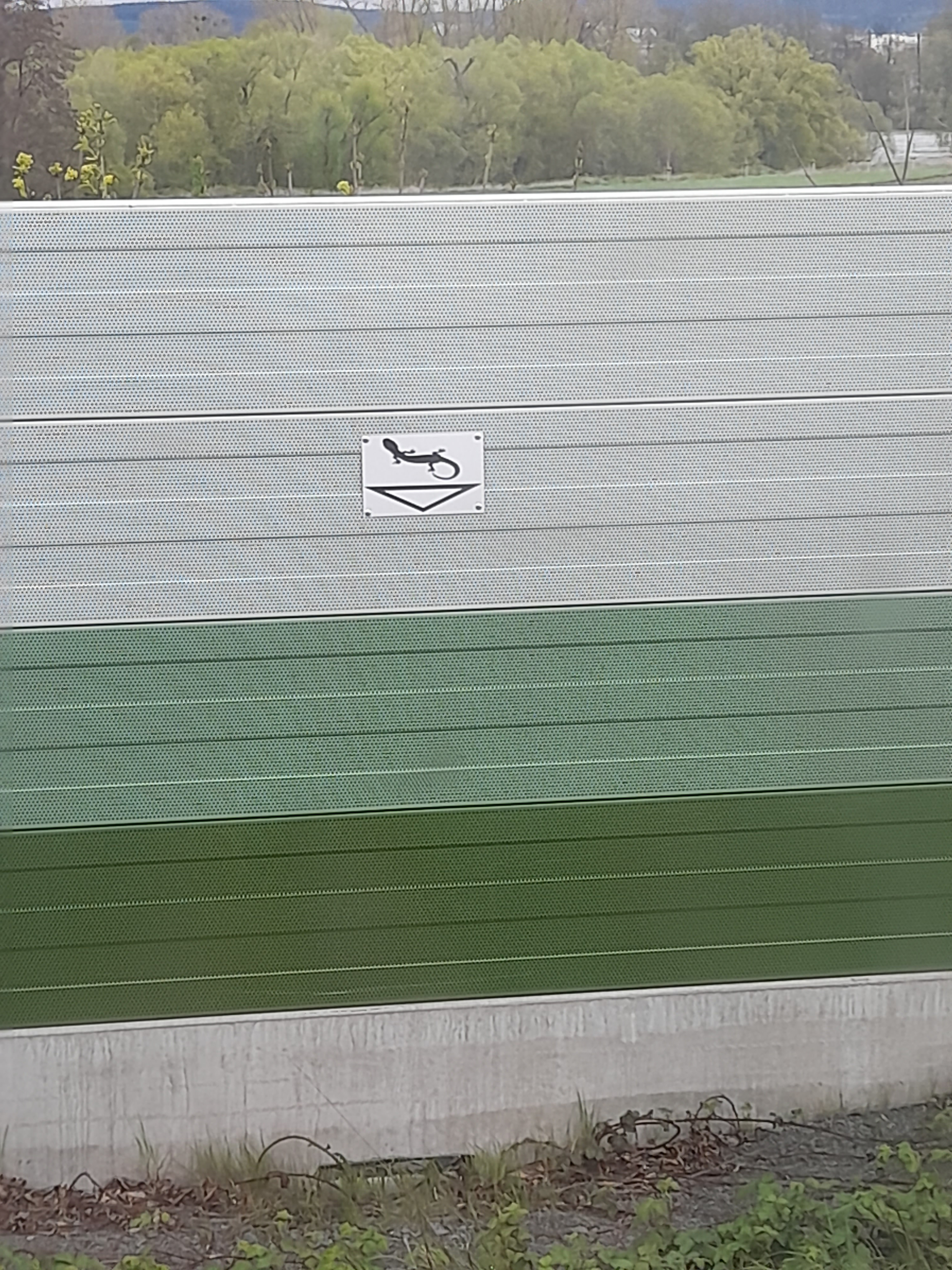
Reptiliendurchlass in einer Schallschutzwand

- können das Stadt- und Landschaftsbild beeinträchtigen und Sichtachsen zerschneiden.
- versperren Verkehrsteilnehmern oft die Sicht auf die Landschaft. Dieser Effekt ist für Eisenbahnreisende[5] besonders gravierend, weil Lärmschutzwände vor allem den seitlichen Blick aus dem Zugfenster verstellen.
- werden häufig mit Graffiti besprüht. In einer Stellungnahme der Stadt Dinslaken wurde die Befürchtung geäußert, dass betroffene Gebiete hierdurch einen „Trading-Down-Effekt“ erleiden.[6]
- können (z. B. an Bahnstationen) uneinsehbare Bereiche schaffen, die der sozialen Kontrolle entzogen sind.
- können bei Eisenbahnunfällen den Zugang für Hilfs- und Rettungskräfte erschweren.[7]
- erzeugen durch ihren Herstellungsaufwand eine erhebliche Umweltbelastung im Bereich der Treibhausgase. Diese liegt bei einer 1 km langen Wand aus Aluminium bei etwa 450 t CO2.[8]

In der Fachzeitschrift Eisenbahn-Revue International wurden (hohe) Lärmschutzwände als „ästhetisch-kulturelles Problem“ bezeichnet, das mitursächlich sei für eine fortschreitende „ästhetische Verwahrlosung der Eisenbahn“.
Begrünung und gläserne Wandelemente können städtebauliche und landschaftspflegerische Beeinträchtigungen mildern. Allerdings ist der Vogelschlag zu beachten (s. Abschnitt „Varianten“). An Schienenbahnen kommen die o. g. Niedrigschallschutzwände sowie Maßnahmen an Fahrzeug und Gleis in Betracht.

## Lärmschutzwände in der Industrie
Einen ganz eigenen Anwendungsfall finden Schallschutzwände in der Industrie. Denn hier werden sie meist in Innenräumen aufgestellt. So bestehen sie meist aus Aluminium und Mineralwolle oder Kunststoffen.
Sie werden unter anderem verwendet für:
- Hallen-Abtrennungen
- Maschinen-Abtrennungen
- Hallen- und Meisterbüros,
- Arbeitsplatz-Abtrennungen oder
- bessere Schallabsorption der Wände

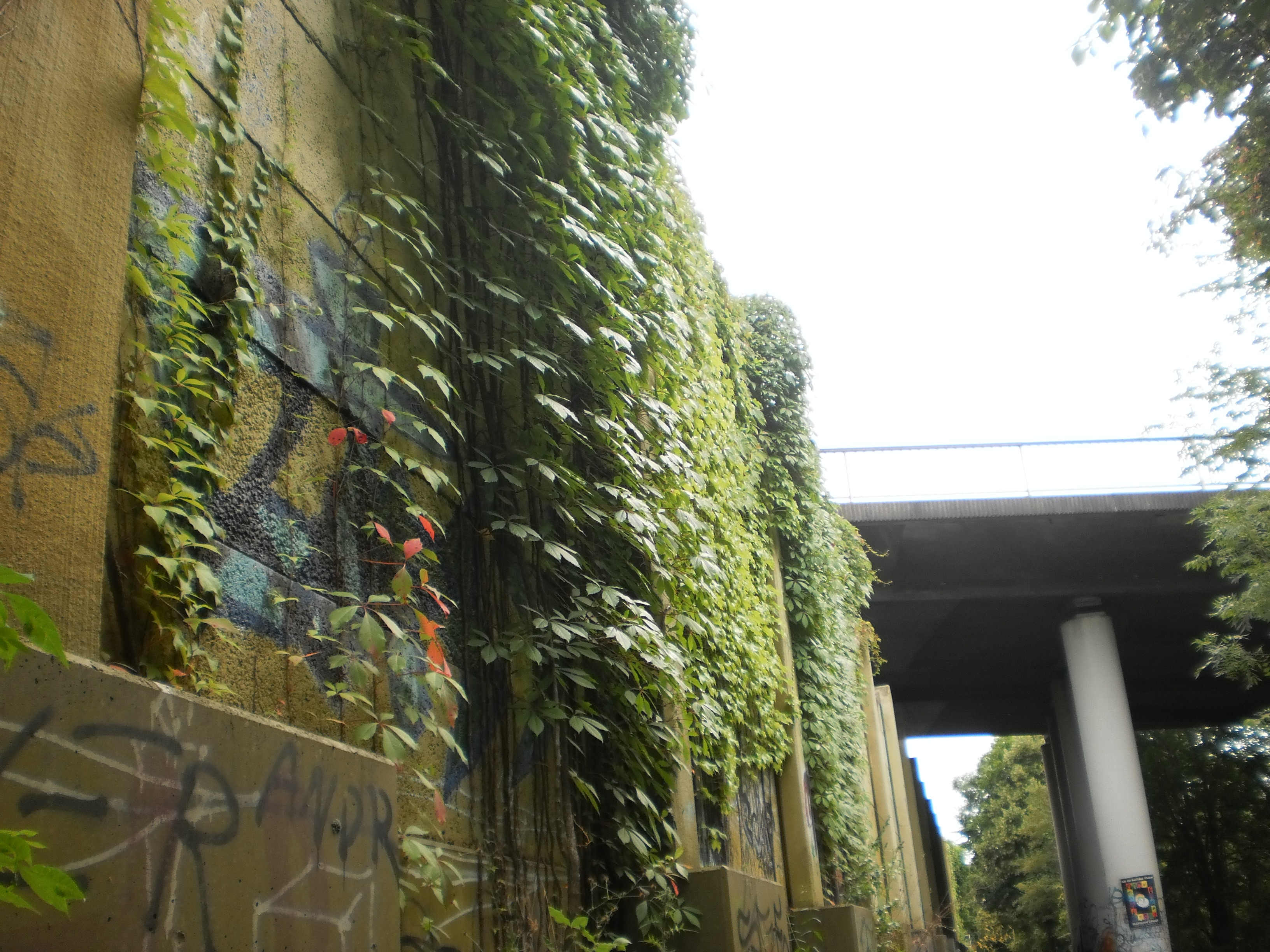
Neben innerörtlicher Veloroute und Spazierweg in eng gebauter Stadt am Flussufer. Abhilfe: Begrünung mit Kletterpflanzen

## Varianten

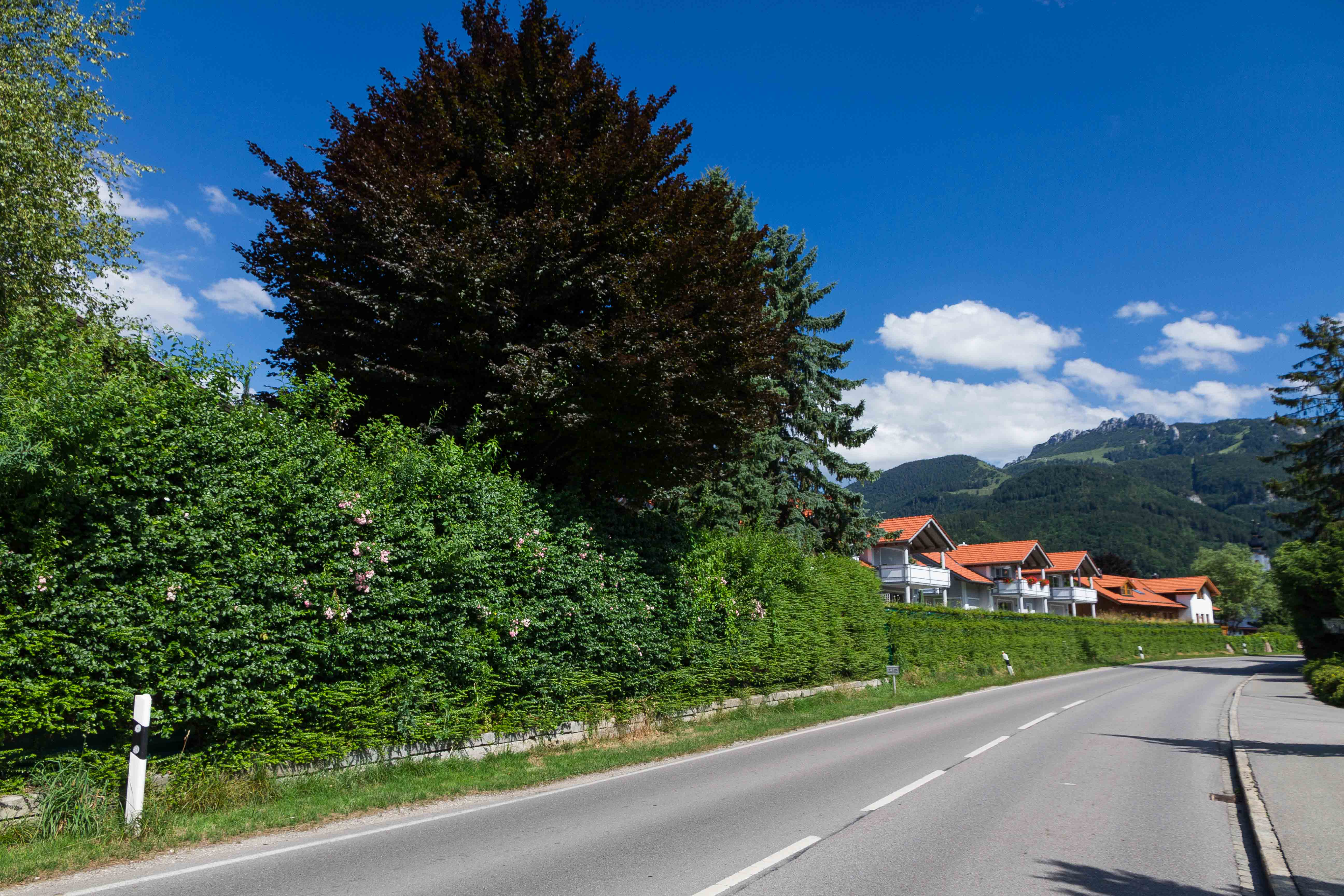
Eine voll begrünte Lärmschutzwand entlang einer viel befahrenen Straße bietet den dahinter gelegenen Anwohnern effektiven Schutz vor Lärm bei gleichzeitig ökologischer Integration in das Landschafts- und Ortsbild.

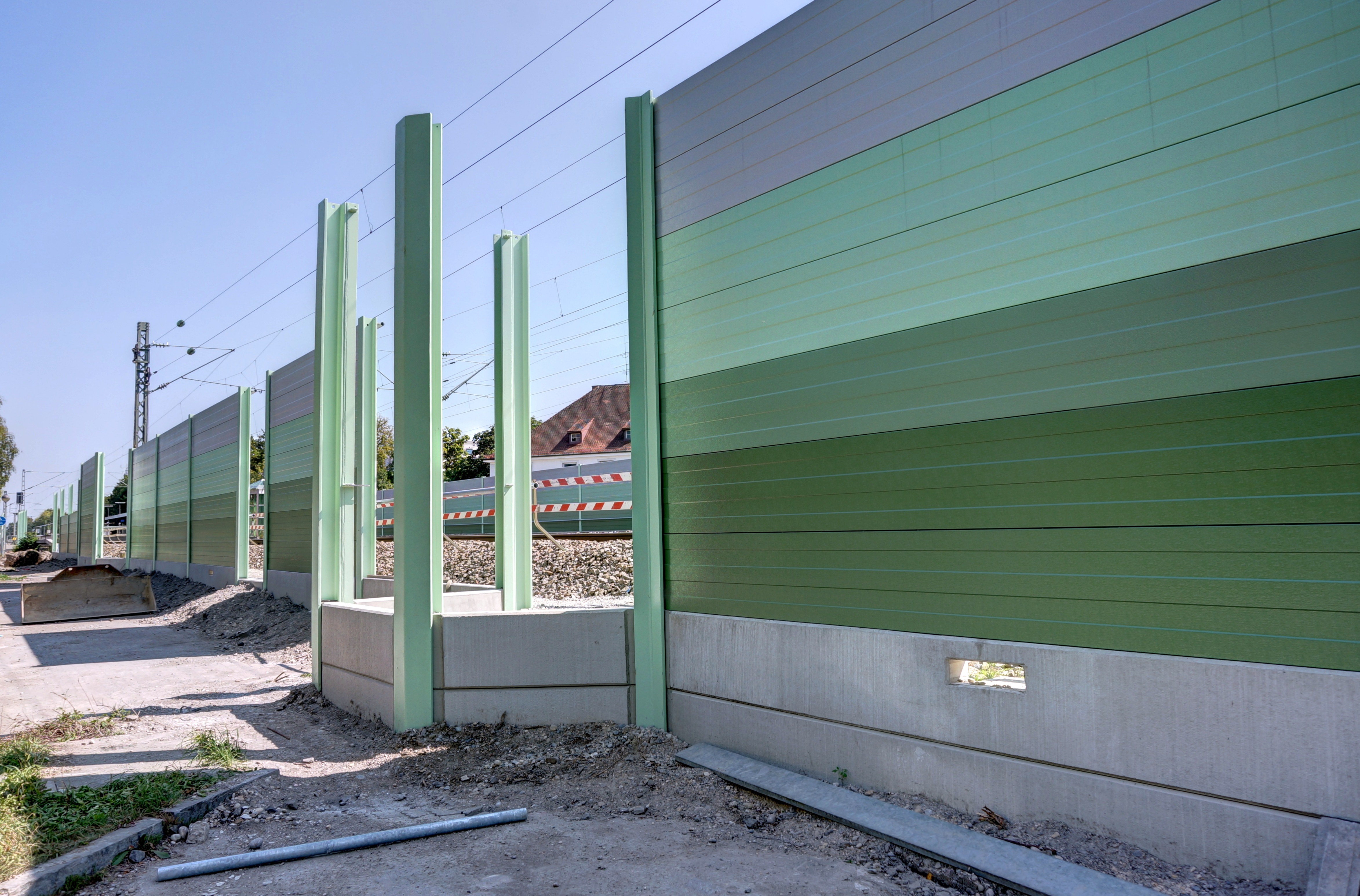
Lärmschutzwand aus Metallelementen in der Bauabschlussphase

Schallschutzwände werden in einer Vielzahl von Materialien und Formen hergestellt. Schallabsorbierende Materialien sind von Vorteil, da sie den reflektierten und durchdringenden Schall besonders reduzieren. Dies sind besonders poröse Materialien, etwa aus Kunststoff.
Die Materialien sollten eine hohe Lebensdauer aufweisen und der Witterung widerstehen. Bei Anwendungen im Bahnbereich ist auch zu berücksichtigen, dass durch vorbeifahrende Hochgeschwindigkeitszüge große Druckunterschiede entstehen können.
Die verschiedenen Formen und Bauweisen haben vor allem ästhetische Gründe. Besondere Krümmungen oder spezielle Oberkantenformen können deutlich zur Effizienzsteigerung beitragen.
Verschiedene Bauweisen mit Materialien sind:
- Beton-Mauern werden vor allem wegen ihrer großen Lebensdauer verwendet.
- Holzbetonelemente
- Metalle wie Stahl und Aluminium finden häufig Anwendung.
- Holz ist CO2-neutral und gliedert sich sehr gut in die Landschaft ein. Durch modernen Holzschutz wird eine lange Lebensdauer gewährleistet.
- Glas wird primär aus ästhetischen Gründen eingesetzt. Fenster in der Wand sollen die Monotonie auch für den Autofahrer brechen. Allerdings ist hier die so genannte Vogelschlag-Problematik zu beachten, d. h. dann müssen Markierungen (z. B. Streifen) auf dem Glas oder Netze davor angebracht werden, damit Vögel die Scheiben erkennen und nicht dagegenfliegen.
- Gabionen finden immer mehr Anwendungen im Lärmschutz.
- Kunststoffe oder poröse Materialien werden wegen ihrer guten schalldämmenden Eigenschaften eingesetzt.
- Lärmschutzwälle können direkt mit dem Aushub beim Straßenbau gebaut werden und sie lassen sich mit Bepflanzung gut in die Landschaft einfügen. Ihre Effektivität (Schallpegelreduktion zu Höhe) ist jedoch in der Regel geringer als bei Mauern und der Platzbedarf ist enorm.[2]

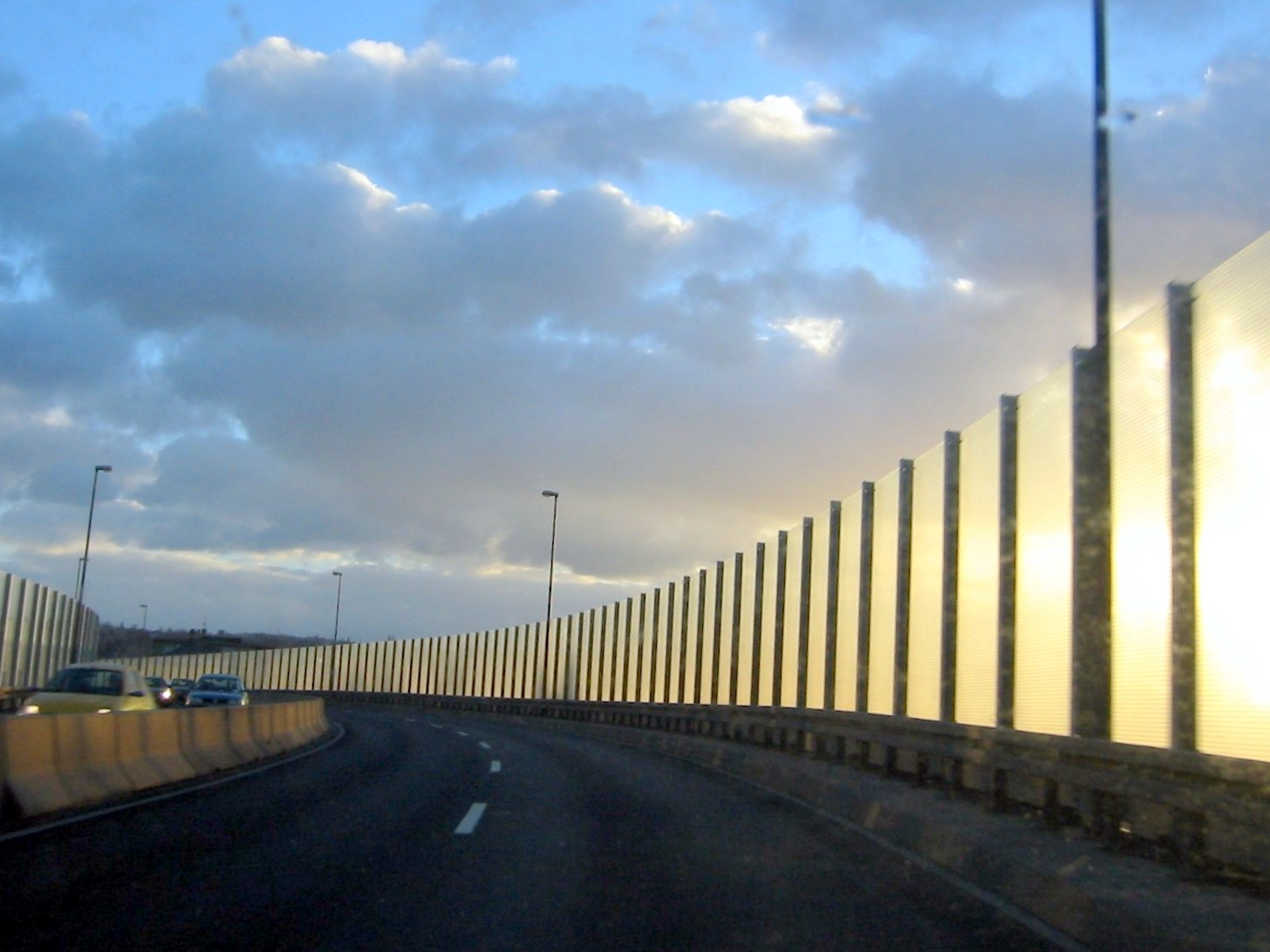
Lärmschutzwand an einer Schnellstraße
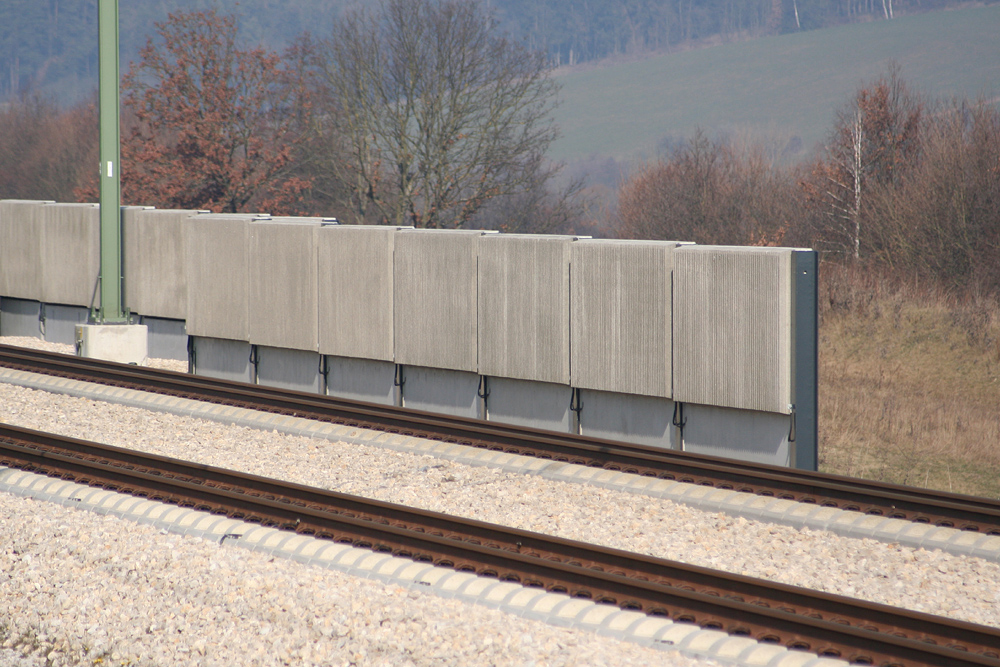
Lärmschutzwand aus Betonelementen an der Bahn-Schnellfahrstrecke Nürnberg–Ingolstadt
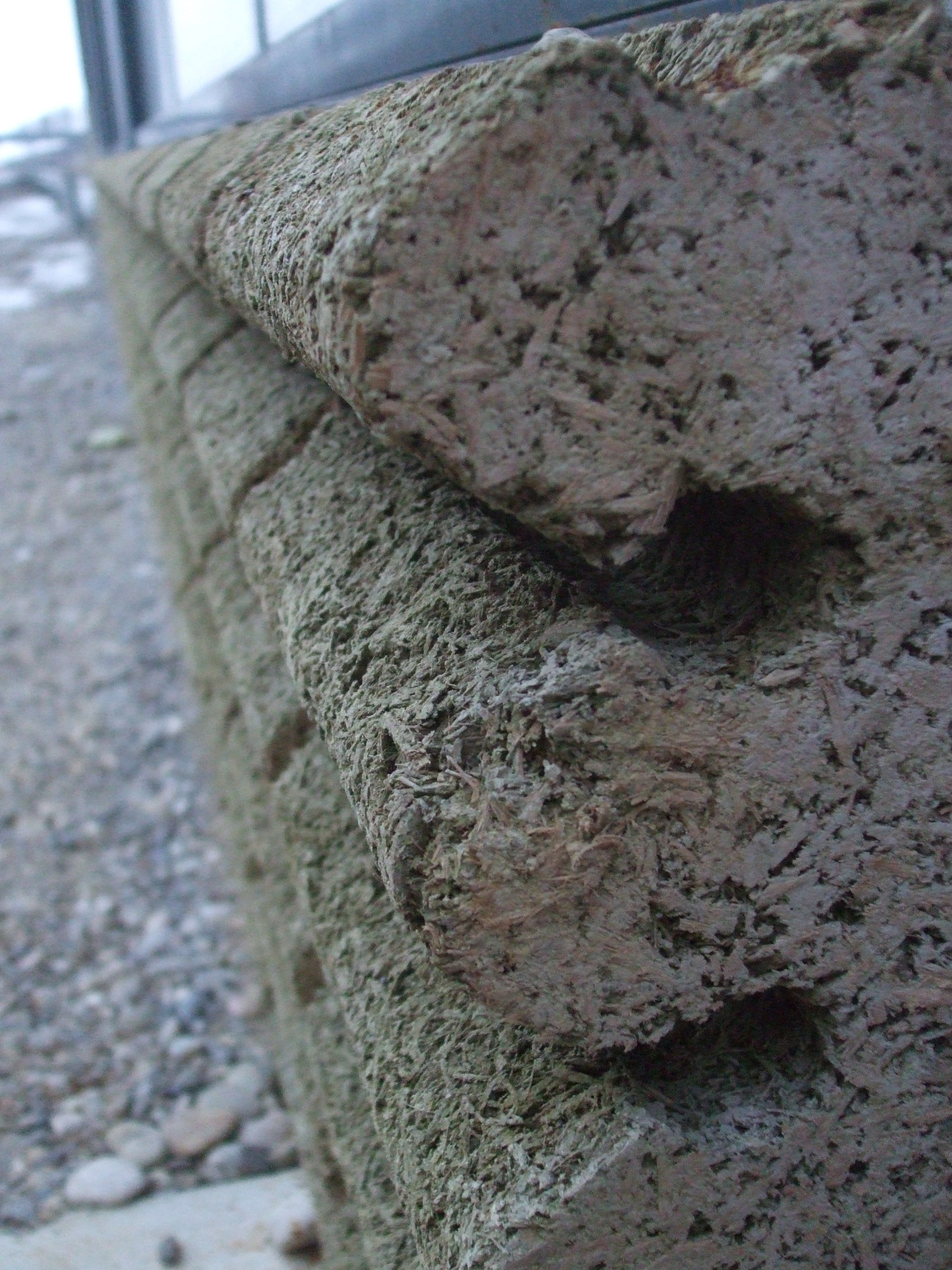
Lärmschutzbausteine aus Holzbeton
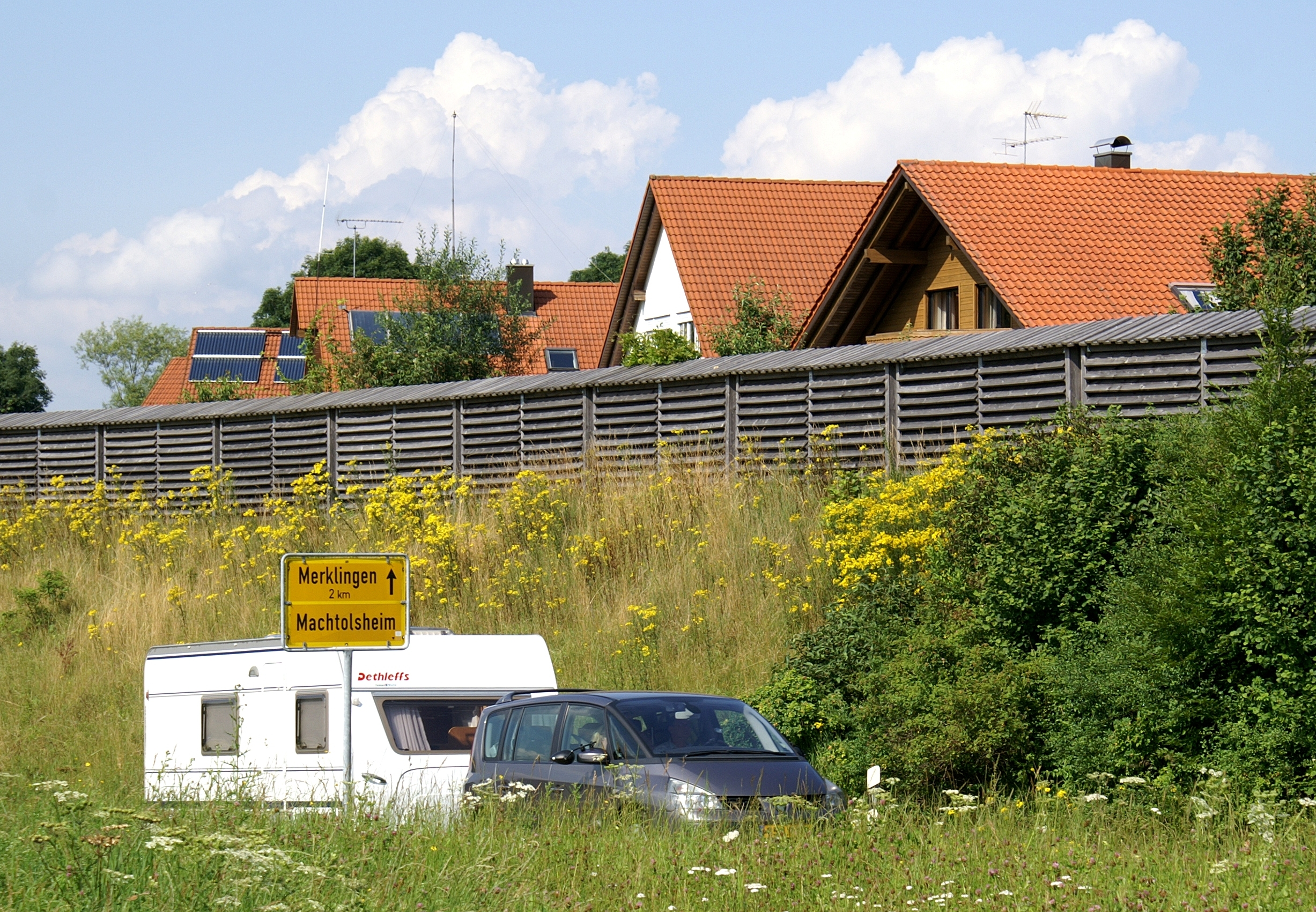
Lärmschutzwand aus nachwachsenden Rohstoffen
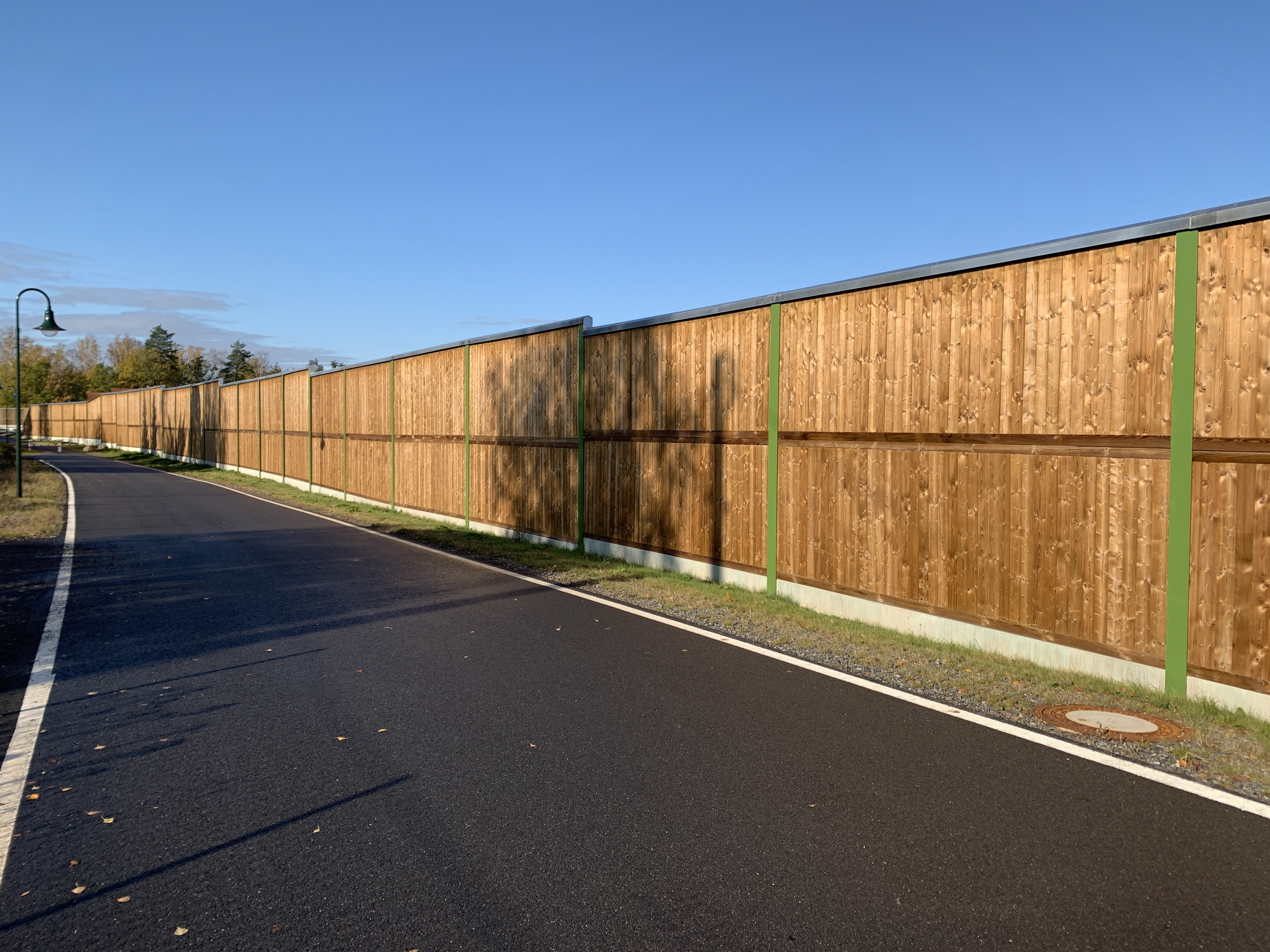
Lärmschutzwand aus Holz an der S282 bei Kirchberg
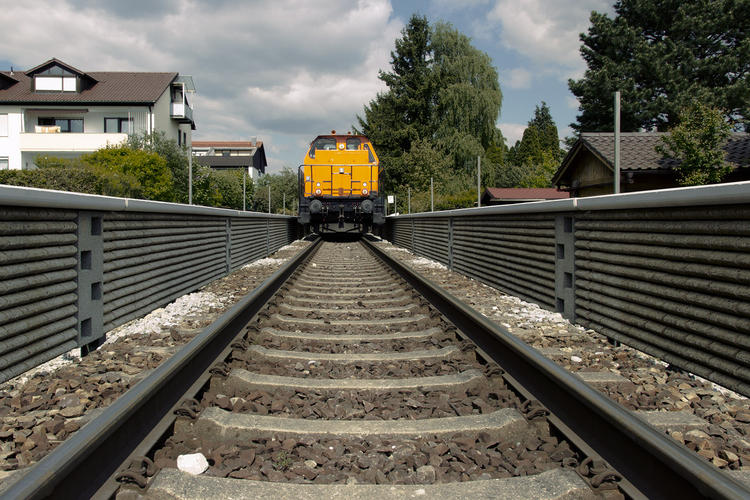
Niedrigschallschutzwand an einer Bahnstrecke
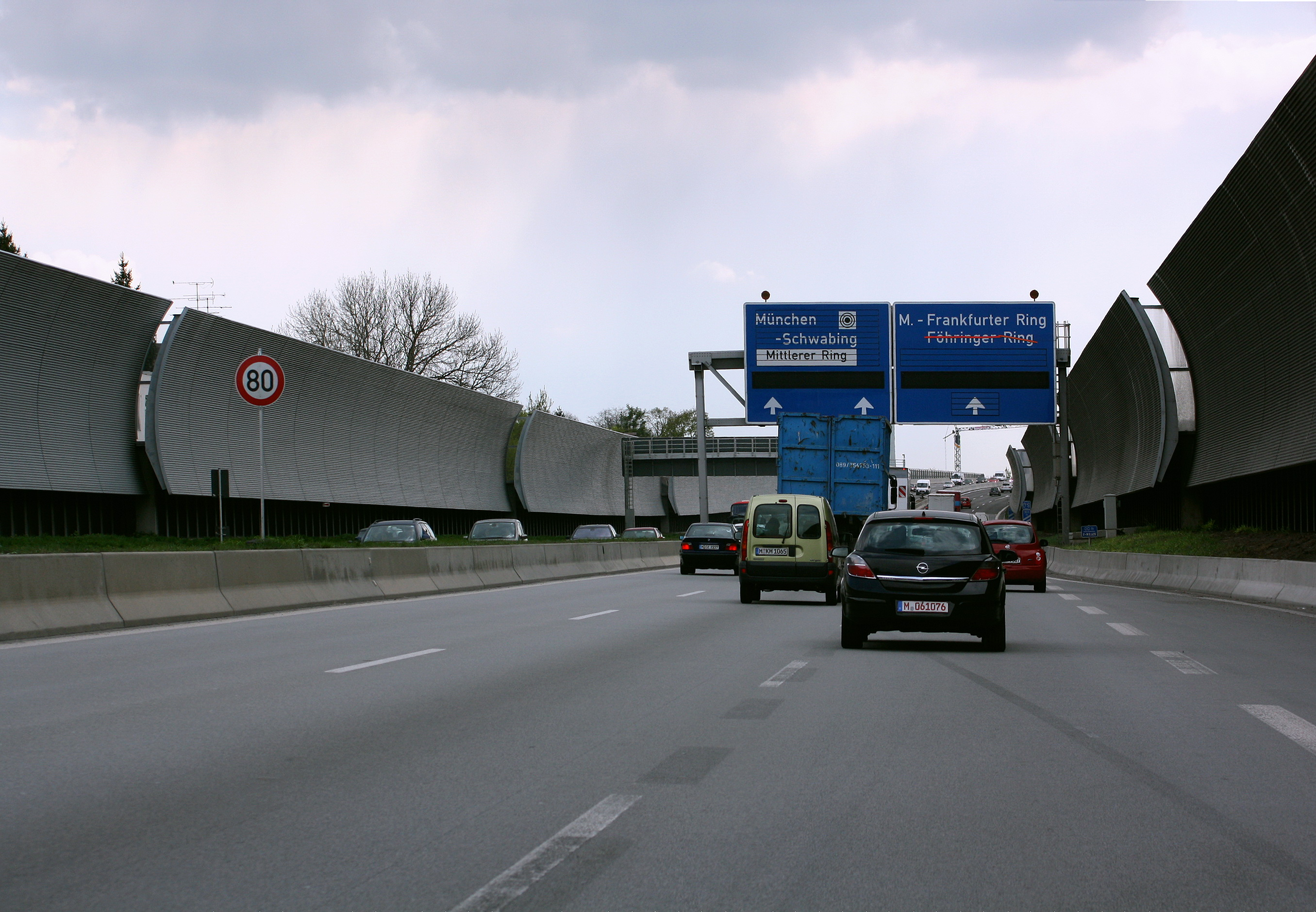
BAB 9 bei München